# Paolo Dettori
Paolo Dettori (Tempio Pausania, 20 de desembre 1926 – Sàsser, 14 de juny de 1975) fou un polític sard. Llicenciat en lletres a la Universitat de Càller, treballà com a professor d'ensenyament mitjà alhora que militava primer a Acció Catòlica italiana i després a la Democràcia Cristiana Italiana, de la que el 1948 esdevingué membre del comitè directiu a la província de Sàsser. El 1956 fou un dels joves turcs que impulsà la candidatura de Francesco Cossiga a la secretaria provincial.
Fou escollit per primer cop conseller provincial a les eleccions regionals de Sardenya de 1957, ocupant l'assessoria de treball i instrucció pública. El 1963 ocuparia la d'agricultura i boscos i president del grup democristià. El 1966-1967 fou nomenat president de Sardenya gràcies a una coalició de centreesquerra, però que va caure al cap de poc perquè el Partit Sard d'Acció deixà de donar-li suport. El 1970 fou nomenat secretari regional de la DCI a Sardenya, i el 1971 fou assessor regional de treball i instrucció pública (1971-1972) i d'hisenda el 1972 fins a la seva mort sobtada el 1975.
| Precedit per: Efisio Corrias | President de Sardenya 1966 - 1967 | Succeït per: Giovanni Del Rio |